# Доходное
Дохо́дное (до 1948 года Чолба́ши; укр. Доходне, крымскотат. Çalbaş, Чалбаш) — село в Красногвардейском районе Республики Крым, входит в состав Восходненского сельского поселения (согласно административно-территориальному делению Украины — Восходненского сельского совета Автономной Республики Крым).

## Население
| 2001 | 2014 |
| ---- | ---- |
| 180  | ↘155 |

Всеукраинская перепись 2001 года показала следующее распределение по носителям языка
| Язык             | Процент |
| ---------------- | ------- |
| русский          | 87,78   |
| украинский       | 10      |
| крымскотатарский | 2,22    |

### Динамика численности
| - 1889 год — 59 чел. - 1892 год — 37 чел. - 1900 год — 50 чел. - 1905 год — 96 чел. - 1915 год — 51/28 чел. - 1919 год — 52 чел. - 1926 год — 167 чел. | - 1936 год — 167 чел. - 1939 год — 172 чел. - 1989 год — 192 чел. - 2001 год — 180 чел. - 2009 год — 165 чел. - 2014 год — 155 чел. |

## Современное состояние
На 2017 год в Доходном числится 1 улица — Б.Хмельницкого; на 2009 год, по данным сельсовета, село занимало площадь 66,5 гектара на которой, в 55 дворах, проживало 165 человек.

## География
Доходное — село в центре района, в степном Крыму, высота центра села над уровнем моря — 43 м. Соседние сёла: Новосельцы в 2,5 км на восток, Восход в 2 км на север и Щербаково в 2,5 км на запад. Расстояние до райцентра — около 10 километров (по шоссе), там же ближайшая железнодорожная станция Урожайная. Транспортное сообщение осуществляется по региональной автодороге 35Н-213 Восход — Доходное, протяжённость 3,0 км (по украинской классификации — С-0-10601).

## История
Селение было основано в 1883 году немцами лютеранами, под названием Нейдармштадт в составе Эйгенфельдской волости. В «Памятной книге Таврической губернии 1889 года», по результатам Х ревизии 1887 года, в Нейдармштадте записано 59 жителей в 9 дворах. В дальнейшем, в доступных документах, название Нейдармштадт не применялось.
После земской реформы 1890 года Чолбаши отнесли к Тотанайской волости. Согласно «…Памятной книжке Таврической губернии на 1892 год», в селе Чолбаши, приписанном только к волости, без образования сельского общества, было 37 жителей в 10 домохозяйствах. По «…Памятной книжке Таврической губернии на 1900 год» в деревне числилось 50 жителей в 8 дворах, в 1905 году — 96 жителей. По Статистическому справочнику Таврической губернии. Ч.II-я. Статистический очерк, выпуск пятый Перекопский уезд, 1915 год, в деревне Чолбасы Тотанайской волости Перекопского уезда числилось 13 дворов с немецким населением в количестве 51 человек приписных жителей и 28 «посторонних», которое к 1919 году, в результате оттока немецкого населения после начала Первой мировой войны, сократилось до 52.
После установления в Крыму Советской власти и учреждения 18 октября 1921 года Крымской АССР, в составе Джанкойского уезда был образован Курманский район, в состав которого включили село. В 1922 году уезды получили название округов. 11 октября 1923 года, согласно постановлению ВЦИК, в административное деление Крымской АССР были внесены изменения, в результате которых был ликвидирован Курманский район и село включили в состав Джанкойского. Согласно Списку населённых пунктов Крымской АССР по Всесоюзной переписи 17 декабря 1926 года, в селе Чолбасы, центре Чолбасского сельсовета Джанкойского района, числилось 27 дворов, все крестьянские, население составляло 167 человек, из них 129 немцев, 13 русских, 1 записан в графе «прочие». Постановлением Президиума КрымЦИКа «Об образовании новой административной территориальной сети Крымской АССР» от 26 января 1935 года был создан немецкий национальный (лишённый статуса национального постановлением Оргбюро ЦК КПСС от 20 февраля 1939 года) Тельманский район (переименованный указом ВС РСФСР № 621/6 от 14 декабря 1944 года в Красногвардейский) и Чолбаш, с населением 167 человек, включили в его состав, видимо, тогда же был упразднён сельсовет, поскольку на 1 января 1940 года он уже не существовал. По данным всесоюзная перепись населения 1939 года в селе проживало 172 человека. Вскоре после начала Великой Отечественной войны, 18 августа 1941 года крымские немцы были выселены, сначала в Ставропольский край, а затем в Сибирь и северный Казахстан.
После освобождения Крыма от фашистов, 12 августа 1944 года было принято постановление № ГОКО-6372с «О переселении колхозников в районы Крыма» по которому в район из областей Украины и России переселялись семьи колхозников, а в начале 1950-х годов последовала вторая волна переселенцев из различных областей Украины. С 25 июня 1946 года Чолбаши в составе Крымской области РСФСР. Указом Президиума Верховного Совета РСФСР от 18 мая 1948 года, Чолбаши переименовали в Доходное. 26 апреля 1954 года Крымская область была передана из состава РСФСР в состав УССР. Время включения в Плодородненский сельсовет пока не установлено: на 15 июня 1960 года село уже числилось в его составе. В 1966 году создан Восходненский сельсовет, в который включили село. По данным переписи 1989 года в селе проживало 192 человека. С 12 февраля 1991 года село в восстановленной Крымской АССР, 26 февраля 1992 года переименованной в Автономную Республику Крым. С 21 марта 2014 года в составе Крыма аннексировано Россией.